# Zwergdommeln
Die Zwergdommeln (Ixobrychus) sind eine heute nicht mehr als gültig angesehene Gattung innerhalb der Familie der Reiher, die zu den Dommeln gerechnet werden. Zur Gattung gehörten acht rezente Arten, die nahezu weltweit verbreitet sind. Eine neunte Art, die Schwarzrücken-Zwergdommel (Ixobrychus novaezelandiae), ist vor 1900 ausgestorben. In Mitteleuropa ist die Gattung mit der Zwergdommel vertreten.
Da Ixobrychus tief mit der Gattung Botaurus verflochten ist wurde sie mit Botaurus synonymisiert.

## Erscheinungsbild
Alle acht Arten sind verhältnismäßig klein und weisen 10 Schwanzfedern auf. Die afrikanische Graurückendommel erreicht beispielsweise nur eine Körpergröße von 27 bis 30 Zentimeter und wiegt 142 Gramm, die in beiden Amerikas vorkommende Amerikanische Zwergdommel dagegen wird bis zu 36 Zentimeter groß, wiegt aber weniger als 100 Gramm. Die unter anderem in Mitteleuropa vorkommende Zwergdommel wird zwischen 25 und 35 Zentimeter groß und wiegt 140 bis 150 Gramm.
Allen Arten ist eine gedrungene Gestalt mit einem für Reiher verhältnismäßig kurzen, dicken Hals eigen. Der Schnabel ist verhältnismäßig kurz und hornfarben oder kräftig gelblich bis gelblich-grün. Lediglich bei der Graurückendommel ist der Schnabel schwärzlich bis dunkelgrün mit einer schwarzen Spitze. Die Graurückendommel und die Schwarzdommel weisen mit ihrem schieferfarbenen bis schwarzbraunen Körperoberseite die dunkelste Gefiederfärbung auf. Bei den übrigen Arten dominieren Brauntöne. Die Streifendommel ist die einzige Art, bei der auch die Körperoberseite Längsstreifen aufweist. Allen Arten gemeinsam ist die helle Körperunterseite. Der Hals und die Vorderbrust weisen jeweils auffällige, dunklere Längsstreifen auf. Die Mandschurendommel weist abweichend von den anderen Arten nur einen dunklen Längsstreifen auf. Bei allen Arten ist ein Geschlechtsdimorphismus zu beobachten. Typischerweise sind die Weibchen etwas kleiner und haben ein weniger kontrastreich gefärbtes Gefieder.

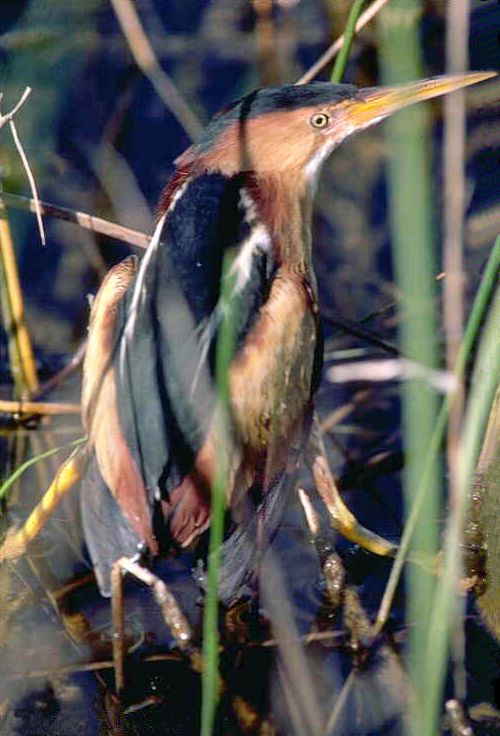
Amerikanische Zwergdommel (Botaurus exilis)

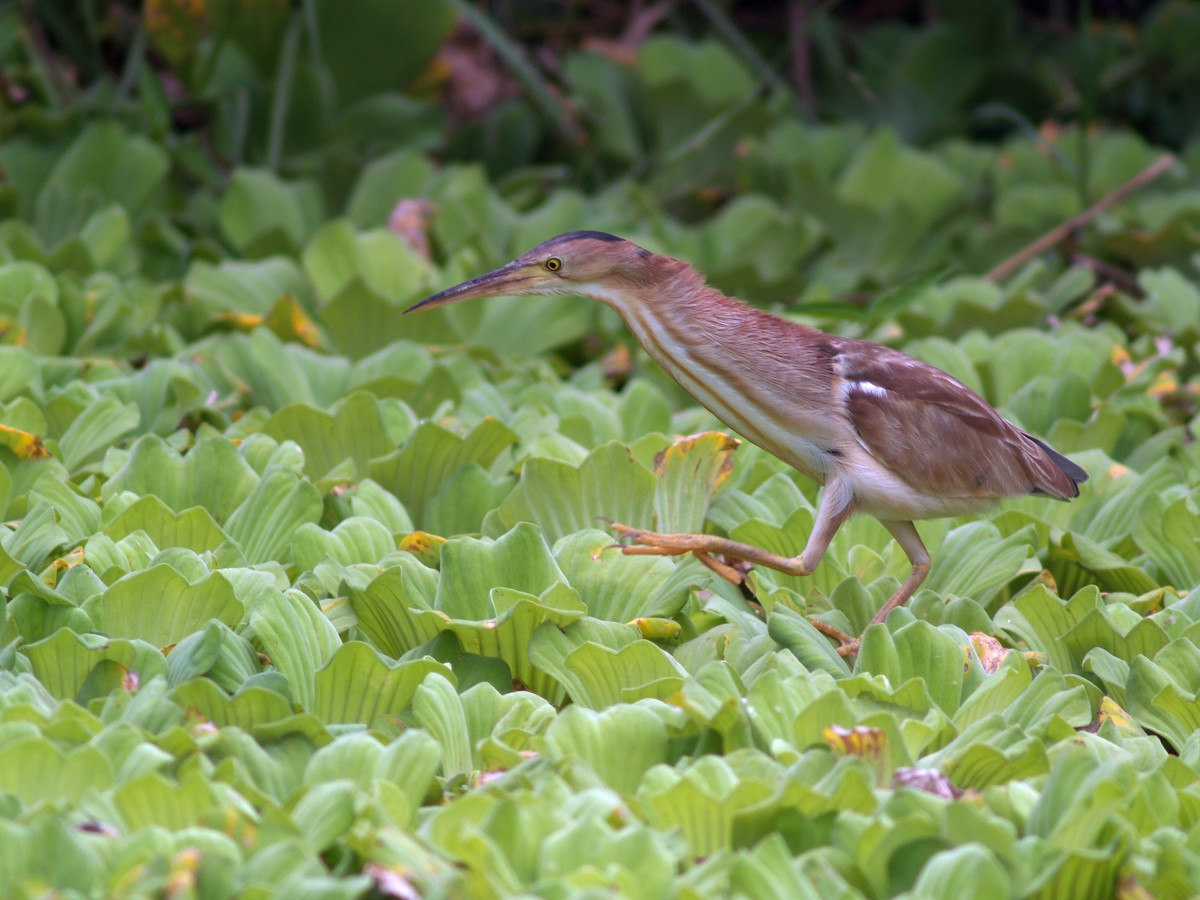
Chinadommel (Botaurus sinensis)

## Verbreitung und Lebensraum
Zwergdommeln sind in Nord- und Südamerika, Asien, Afrika, Australien, Neuseeland und Europa vertreten. Alle Arten sind zumindest teilweise Zugvögel. Dies gilt auch für die afrikanische Graurückendommel, die während der Trockenzeit in die Äquatorregion zieht. Bei einigen Arten wie der Streifendommel und der Graurückendommel ist die Zugbewegungen noch nicht ganz erforscht; einige Populationen der Art sind offensichtlich Standvögel, die ganzjährig in ihrem Brutareal verbleiben. Die Graurückendommel dagegen ist möglicherweise sogar eine nomadisierende Art. Eine auffällig disjunktes Verbreitungsgebiet hat die Zwergdommel, die in Eurasien und Afrika brütet. Eine Unterart kommt außerdem in Neuseeland und eine weitere im Osten Australiens vor. Asien weist die meisten Arten der Zwergdommeln auf.

## Lebensweise und Bestand
Zwergdommeln sind in ihrer Lebensweise an Wasser gebunden. Präferierter Lebensraum sind dichte Vegetationsgürtel entlang von Süßgewässern. Sie kommen aber auch in Salzmarschen und Mangroven vor. Das Nahrungsspektrum von Zwergdommeln ist sehr breit und umfasst Fische, Krebstiere, Frösche, Kaulquappen, Insekten und kleine Säuger. Die Arten nisten einzelgängerisch oder in sehr lockeren Kolonien.
Auf Grund der sehr scheuen Lebensweise sind die Populationszahlen der Zwergdommeln unterschiedlich gut erforscht. Die Bestände werden jedoch von der IUCN als ungefährdet (least concern) eingeordnet. Die Bestände der Zwergdommel sind in Europa seit längerem rückläufig und haben vor allem im Zeitraum 1970 bis 1990 sehr stark abgenommen.
Die mittlerweile ausgestorbene Schwarzrücken-Zwergdommel galt zeitweise als Unterart der Zwergdommel. Ihr Verbreitungsgebiet umfasste Neuseeland und die Chatham-Inseln. Die meisten Beobachtungen von lebenden Exemplaren waren an der Westküste der neuseeländischen Südinsel, wo unter anderem ein Individuum am Lake Wakatipu gesammelt wurde. Auf der Nordinsel gab es 1836 eine mögliche Beobachtung aus der Region von Tauranga. Ansonsten ist die Schwarzrücken-Zwergdommel von der Nordinsel nur durch subfossile Überreste aus Fossillagerstätten am Lake Poukawa und aus der Region von Paekākariki bekannt. Weiteres Knochenmaterial wurde auf den Chatham-Inseln entdeckt. Das Aussterben der Schwarzrücken-Zwergdommel ist vermutlich auf die Nachstellung durch Pazifische Ratten, Wanderratten, Hausratten, Iltisse, Hermeline, Wiesel und verwilderte Hauskatzen zurückzuführen. Der Knochen, der in einem Muschelhaufen bei Paekākariki gefunden wurde, ist ein Indiz dafür, dass die Schwarzrücken-Zwergdommel auch vom Menschen gejagt wurde. Sie galt schon vor 1860 als selten und starb vermutlich in den 1890er-Jahren aus. Heute existieren 13 konservierte Exemplare, ein unvollständiges Skelett und acht subfossile Knochen im Museum of New Zealand Te Papa Tongarewa.

## Systematik
Die folgenden Arten wurden zur Gattung der Zwergdommeln gerechnet:
- Schwarzmanteldommel (Botaurus dubius)
- Streifendommel (Botaurus involucris)
- Amerikanische Zwergdommel (Botaurus exilis)
- Zwergdommel (Botaurus minutus)
- Chinadommel (Botaurus sinensis)
- Mandschurendommel (Botaurus eurhythmus)
- Zimtdommel (Botaurus cinnamomeus)
- Graurückendommel (Botaurus sturmii)
- Schwarzdommel (Botaurus flavicollis)
- † Schwarzrücken-Zwergdommel (Botaurus novaezelandiae)